# Emese Szász-Kovács

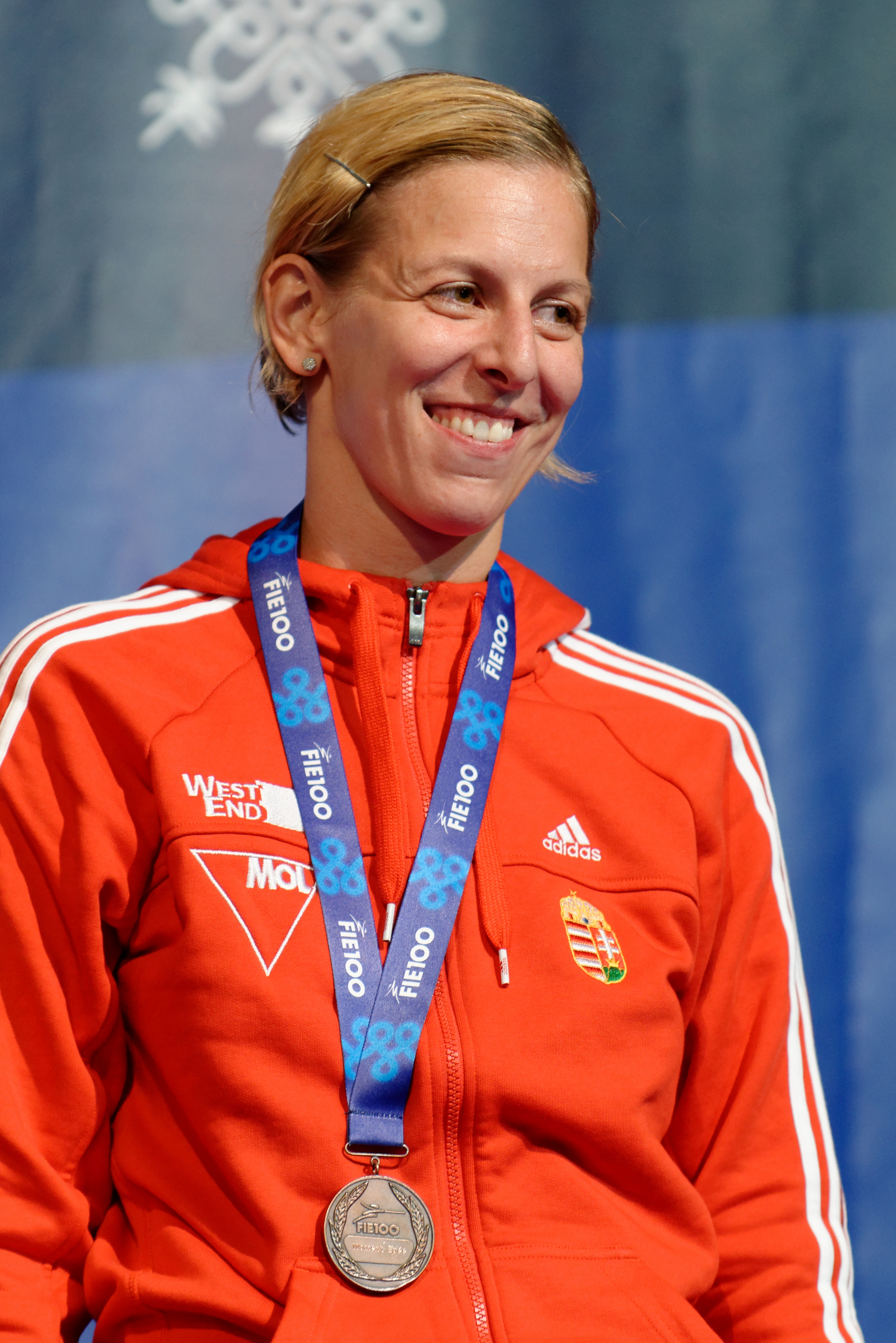
Emese Szász (2013)

Emese Judit Szász (* 7. September 1982 in Budapest) ist eine ungarische Degenfechterin und Olympiasiegerin.

## Erfolge
Szász errang bei den Europameisterschaften 2004 Silber mit der Degen-Mannschaft. 2006 gewann sie im Einzel bei den Weltmeisterschaften Bronze. Bei den Olympischen Spielen 2008 erreichte sie im Einzel den zwölften Platz. 2010 gewann Szász bei den Weltmeisterschaften Silber im Einzel. Bei den Olympischen Spielen 2012 belegte sie im Einzel den 25. Platz. 2013 errang sie bei den Europameisterschaften und bei den Weltmeisterschaften jeweils Bronze im Einzel, bei den Europameisterschaften 2015 ebenfalls als auch bei den Europameisterschaften 2016. Bei den Olympischen Spielen 2016 wurde Szász Olympiasiegerin im Einzel.